# Малаватх, Пурна
Малаватх Пурна (телугу మాలవత్ పూర్ణ, англ. Malavath Purna или Malavath Poorna; род. 10 июня 2000 года) — индийская альпинистка, самая молодая из девушек, побывавших на вершине Джомолунгмы. Ступила на вершину 25 мая 2014 года: ей тогда было 13 лет и 11 месяцев.

## Биография
Малаватх Пурна родилась 10 июня 2000 года в деревне Пакала (по другим данным, Каливери (Kaliveri) либо Тадваи (Tadwai)), техсил Сириконда округа Низамабад штата Телангана, Индия.
Отец — Девидас Малаватх (Devidas Malavth), мать — Лаксми (Laxmi) или Лакшми Малаватх (Lakshmi Malavath), оба родителя — наёмные сельскохозяйственные рабочие, трудящиеся в деревне Каливери. У Пурны есть старший брат, который в 2014 году заканчивал учёбу в политехникуме. Семья принадлежит к родовому клану «Lambada clan (ST)».
С 2010 года обучалась в Гурукуле Паташала (Gurukul Patashala) — социальной школе-интернате штата Андхра-Прадеш (англ. Andhra Pradesh Social Welfare Residential School), расположенной в посёлке Тхадваи (Thadwai), затем в Дарджилингском институте гималайского альпинизма (англ. Darjeeling Himalayan Mountaineering Institute). В тех же учреждениях обучался и её партнёр по восхождению, 17-летний Садханапалли Ананд Кумар.

## Восхождение на Джомолунгму
Малаватх Пурна и Ананд Кумар были выбраны для альпинистской экспедиции руководством школ-интернатов в рамках проводимой штатом в 2013 г. программы помощи учащимся из наиболее бедных семей и наиболее отдалённых селений. Из всех 299 интернатов штата Андхра-Прадеш отобрали 108 наиболее талантливых учащихся, и направили их на специальный учебный курс обучения в посёлок Бхонгир (англ. Bhongir) штата Телангана. Потом из этих 108 учащихся по результатам тестирования выбрали 20 лучших, которых направили в Дарджилингский институт гималайского альпинизма для непосредственной подготовки к восхождению, которую они проходили с 26 октября по 16 ноября 2013 года. Малаватх Пурна и там оказалась одной из лучших, получила высший балл («A» grade) за успешное восхождение на Канченджангу и была окончательно выбрана для участия в экспедиции на Джомолунгму.
4 апреля 2014 года Малаватх Пурна и Ананд Кумар отправились из Катманду в экспедицию на Джомолунгму. Экспедиция длилась 52 дня. На их маршруте восхождения 18 апреля случилась одна из крупнейших катастроф в истории восхождений на Джомолунгму — снежная лавина, от которой погибли 16 человек и пострадали ещё 9. Шерпы-проводники объявили забастовку, многие альпинисты решили отказаться от восхождения — но Пурна и Ананд не пострадали и решили идти к вершине, несмотря ни на что.
25 мая в 5:55 по местному времени Пурна и Ананд достигли вершины Джомолунгмы.

## После восхождения
Премьер-министр штата Телангана К. Чандрасекар Рао (англ. K. Chandrasekhar Rao) наградил Малаватх Пурну и Ананда Кумара денежной премией в размере 2,5 миллиона рупий каждому. Такую же премию получил и тренер Б. Шекар Бабу (B. Shekhar Babu), подготовивший их к восхождению.
Малаватх Пурна, как и Ананд Кумар, также получит пять акров (2,025 га) сельскохозяйственной земли с бесплатной артезианской скважиной и подключением к электросети, а также капиталовложение на первый год.
Родители Пурны в интервью газете The Times of India сказали:

Мы так счастливы, что наша девочка установила мировой рекорд. Мы знаем, что она далеко пойдёт. У неё блестяще получается не только учёба, но и приключения.
Оригинальный текст (англ.)We are happy that our girl has set the world record. We know she will go places. She is not only bright in academics, but also in adventure

Её брат Нареш (Naresh) заявил, что тоже хочет на Джомолунгму, и однажды сделает это.